# SuperMUC
SuperMUC je ime novog superračunala u Leibniz-Rechenzentrumu (Leibniz Superračunalni Centar) smještenom u gradiću Garchingu nedaleko od Münchena koje pruža održivu računalnu snagu petaflop/s razine.

## History
SuperMUC je nasljednik Höchstleistungsrechner Bayern II (HLRB II) superračunala. Leibniz superračunalni centar je postao europski centar za superračunalstvo. Kako bi omogućili smještaj nadograđenog hardvera, infrastruktura Leibniz Superračunalnog centra je udvostručena. Izgrađene su dodatne zgrade za smještaj hardvera te uredski prostori. SuperMUC je proglašen najbržim superačunalom u Europi i na 4. mjestu na Top500 listi objavljenoj 18. lipnja 2012. u Hamburgu, Njemačka. Također je najbrže Intel-kompatibilno računalo na svijetu. 
Novo superračunalo radi u sklopu Leibniz superračunalnog centra Njemačke bavarske akademije znanosti i dostupno je europskim istraživačima za proširivanje spoznaja u medicini, astrofizici i kvantnoj kromodinamici i drugim znanstvenim disciplinama kao što je računalna dinamika fluida, računalna kemija, biologije, analize genoma i simulacije potresa. U punom pogonu je od ljeta 2012. Naziv SuperMUC dolazi od dviju riječi "Super" što označava superračunalo i "MUC" što dolazi od međunarodnog koda Münchenskog aerodroma.

## Performanse
SuperMUC u prvom stadiju ima 155.656 mikroprocesorskih jezgri razmještenih u 9400 računalna čvora i vršnu računalnu snagu veću od 3 petaflop/s (=1015 FLOPS). Računalo je opremljeno s 330 terabajta (=1012 bajta) memorije te s ukupno 12 petabajta (=1015 bajta) diskovnog prostora baziranog na IBM General Parallel File System (GPFS) datotečnom sustavu. Hardver je baziran na Intel Xeon arhitekturi. Sistem koristi 18.432 Intel Xeon procesora smještenih u IBM System x iDataPlex serverima. Koristi novi oblik hlađenja Aquasar kojega je razvio IBM, a kao medij hlađenja koristi toplu vodu, dizajn koji, po IBM-ovoj tvrdnji, treba smanjiti potrošnju električne energije za 40 posto. Ukupna električna snaga potrebna za pogonjenje ovog računala je nešto veća od 3,43 MW.
SuperMUC je spojen na moćni vizualizacijski sustav, koji se sastoji od 4K stereoskopskog zida kao i 5-straničnog CAVE okoliša umjetne virtualne stvarnosti.

## Vanjske poveznice
- System description of SuperMUC at the LRZ website
- Rechnen und Heizen: Neuer Supercomputer für Garching   Arhivirana inačica izvorne stranice od 16. prosinca 2010. (Wayback Machine) bei br-online.de, 13. prosinca 2010.
- "PRACE Announces 'SuperMUC' System for LRZ"  Arhivirana inačica izvorne stranice od 30. prosinca 2010. (Wayback Machine)